# Кубок Казахстана по футболу среди женщин 2016
Кубок Казахстана по футболу среди женщин 2016 года — одиннадцатый розыгрыш кубка. Финальный матч прошёл 8 мая 2016 года.

## Формат турнира
Турнир проводился в два этапа. На первом этапе 6 команд — участниц турнира были разбиты на две группы (А, В) по 3 команды в каждой. Соревнования первого этапа проводились по круговой системе.
На втором этапе команды, занявшие в своих группах 1-е и 2-е места выходили в полуфинал, а две команды выигравшие полуфиналы выходили в финал.

## Групповой этап
| Условные цветовые обозначения     |
| --------------------------------- |
| Команды, прошедшие в полуфинал    |
| Команды, не прошедшие в полуфинал |

### Группа А

#### Таблица
| М | Команда       | И | В | Н | П | Мячи   | ±   | О |
| - | ------------- | - | - | - | - | ------ | --- | - |
| 1 | БИИК-Казыгурт | 2 | 1 | 1 | 0 | 12 − 1 | +11 | 4 |
| 2 | Астана        | 2 | 1 | 1 | 0 | 7 − 1  | +6  | 4 |
| 3 | ОДЮСШ №2      | 2 | 0 | 0 | 2 | 0 − 17 | −17 | 0 |

И — игры, В — выигрыши, Н — ничьи, П — проигрыши, Мячи — забитые и пропущенные голы, ± — разница голов, О — очки

#### 1 тур
| БИИК-Казыгурт | 11:0 | ОДЮСШ №2 |
| --- | ---- | -------- |
| Вылданова 8′, 43′, 61′ · Жанатаева 32′ · Кульмагамбетова 33′ · Жумабайкызы 43′ · Бортникова 57′ · Габелия 66′, 86′, 90′ · Чарити 87′ |      |          |

#### 2 тур
| Астана       | 1:1 | БИИК-Казыгурт |
| ------------ | --- | ------------- |
| Чукисова 66′ |     | Габелия 90′   |

#### 3 тур
| Астана                                                   | 6:0 | ОДЮСШ №2 |
| -------------------------------------------------------- | --- | -------- |
| Ялова 11′, 32′ · Николаенко 29′ · Широкова 68′, 81′, 88′ |     |          |

### Группа В

#### Таблица
| М | Команда        | И | В | Н | П | Мячи   | ±   | О |
| - | -------------- | - | - | - | - | ------ | --- | - |
| 1 | СШВСМ-Барыс    | 2 | 2 | 0 | 0 | 18 − 0 | +18 | 6 |
| 2 | БИИК-СДЮШОР №7 | 2 | 1 | 0 | 1 | 7 − 5  | +2  | 3 |
| 3 | Умиткер        | 2 | 0 | 0 | 2 | 0 − 20 | −20 | 0 |

И — игры, В — выигрыши, Н — ничьи, П — проигрыши, Мячи — забитые и пропущенные голы, ± — разница голов, О — очки

#### 1 тур
| СШВСМ-Барыс | 13:0 | Умиткер |
| --- | ---- | ------- |
| Омиртаева 2′, 21′, 59′, 90′ · Козиева 5′, 24′, 77′ · Киргизбаева 14′, 20′, 33′ · Айтымова 65′ · Власова 84′, 88′ |      |         |

#### 2 тур
| СШВСМ-Барыс                                                              | 5:0 | БИИК-СДЮШОР №7 |
| ------------------------------------------------------------------------ | --- | -------------- |
| Киргизбаева 9′ · Айтымова 13′ · Корниенко 14′ (авт.) · Мамедова 60′, 63′ |     |                |

#### 3 тур
| Умиткер | 0:7 | БИИК-СДЮШОР №7                                                                    |
| ------- | --- | --------------------------------------------------------------------------------- |
|         |     | Садыкова 6′ · Аверина 8′, 51′ · Ларина 9′ · Турлыбекова 30′ · Спадайнеко 32′, 39′ |

## Матч за 5-е место
| ОДЮСШ №2       | 1:0 | Умиткер |
| -------------- | --- | ------- |
| Оразметова 24′ |     |         |

## Полуфинал
| СШВСМ-Барыс          | 2:7 | Астана                                                      |
| -------------------- | --- | ----------------------------------------------------------- |
| Киргизбаева 51′, 60′ |     | Ялова 7′, 10′, 80′ · Чукисова 19′, 36′, 45′ · Пушкарёва 89′ |

| БИИК-Казыгурт                                                                                              | 12:0 | БИИК-СДЮШОР №7 |
| --- | ---- | -------------- |
| Габелия 13′, 15′, 17′, 20′ · Бортникова 16′, 26′, 82′ · Литвиненко 22′ · Кульмагамбетова 60′ · Абишева 85′ |      |                |

## Матч за 3-е место
| СШВСМ-Барыс                                         | 6:0 | БИИК-СДЮШОР №7 |
| --------------------------------------------------- | --- | -------------- |
| Киргизбаева 19′, 62′, 86′ · Омиртаева 52′, 57′, 81′ |     |                |

## Финал
| БИИК-Казыгурт                                                  | 4:1 | Астана     |
| -------------------------------------------------------------- | --- | ---------- |
| Чарити 13′ · Свергун 20′ (авт.) · Литвиненко 72′ · Габелия 86′ |     | Жахина 16′ |

## Итоговое положение
| Место | Команда        |
| ----- | -------------- |
| 1     | БИИК-Казыгурт  |
| 2     | Астана         |
| 3     | СШВСМ-Барыс    |
| 4     | БИИК-СДЮШОР №7 |
| 5     | ОДЮСШ №2       |
| 6     | Умиткер        |

## Бомбардиры
9 голов
- Бегаим Киргизбаева (СШВСМ-Барыс)
- Гульнара Габелия (БИИК-Казыгурт)

7 гола
- Айжан Омиртаева (СШВСМ-Барыс)

5 гола
- Мария Ялова (Астана)

4 гола
- Ирина Чукисова (Астана)
- Светлана Бортникова (БИИК-Казыгурт)

3 гола
- Адиля Вылданова (БИИК-Казыгурт)
- Жансая Козиева (СШВСМ-Барыс)
- Маргарита Широкова (Астана)

2 гола
- Адуле Чарити (БИИК-Казыгурт)
- Айгерим Айтымова (СШВСМ-Барыс)
- Алина Литвиненко (БИИК-Казыгурт)
- Камила Кульмагамбетова (БИИК-Казыгурт)
- Лидия Власова (СШВСМ-Барыс)
- Рамина Мамедова (СШВСМ-Барыс)
- Тамара Спадайнеко (БИИК-СДЮШОР №7)
- Татьяна Аверина (БИИК-СДЮШОР №7)